# Instituto Nacional de Estatística (Cabo Verde)
O Instituto Nacional de Estatística (INE) é um órgão público cabo-verdiano responsável pela informação estatística oficial da República de Cabo Verde. Seu atual presidente é António dos Reis Duarte.